# 997
997 (CMXCVII) fue un año común comenzado en viernes del calendario juliano, en vigor en aquella fecha.

## Acontecimientos
- España: Almanzor arrasa el Reino de León y llega hasta Santiago de Compostela.

## Fallecimientos
- Minamoto no Mitsunaka, Samurái.
- 23 de abril - San Adalberto de Praga, obispo de Praga.
- 8 de mayo - Taizong, 2.º emperador de la Dinastía Song de China (976-997).